# Symphylella santa
Symphylella santa är en mångfotingart som beskrevs av Hilton 1931. Symphylella santa ingår i släktet findvärgfotingar, och familjen slankdvärgfotingar. Inga underarter finns listade i Catalogue of Life.